# TAG Porsche TTE PO1
Il TAG Porsche TTE PO1 o Porsche TTE PO1 è il motore di Formula 1 che dal 1983 al 1987 ha equipaggiato le monoposto del team McLaren, aggiudicandosi tre campionati mondiali piloti e due campionati mondiali costruttori.
Questo propulsore è il risultato del sodalizio tra l'azienda svizzera produttrice di orologi di precisione TAG e la casa automobilistica tedesca Porsche.

## Contesto
Quando nel 1980 la McLaren venne acquistata da Ron Dennis, questi impostò una serie di programmi che, a lungo termine, avrebbero dato dei risultati notevoli. I principali investimenti fatti dal manager e tecnico britannico riguardavano un accordo commerciale con la multinazionale Marlboro, da anni sponsor del team, ed accordi di partnership tecnica con la Michelin per la fornitura delle gomme (in seguito con la Goodyear), mentre per i propulsori si rivolse alla Ford Cosworth, storica industria che aveva un rapporto privilegiato con le squadre inglesi.
Qualche anno dopo (dal 1984 al 1985), riuscì ad assicurarsi una coppia di piloti formidabile, ossia l'asso austriaco ed ex campione del Mondo della Ferrari, Niki Lauda, ed il francese Alain Prost.
Tuttavia, in quel periodo delle nuove tecnologie stavano mutando il volto della Formula 1.
Alla fine degli anni settanta, la Renault decise per prima e in controtendenza di utilizzare motori turbocompressi, anziché aspirati. Infatti le norme tecniche prevedevano l'utilizzo di motori aspirati da 3.000 cm³ oppure di motori  sovralimentati di cilindrata 1.500 cm³.
Inizialmente tutte le scuderie rimasero indifferenti a questa scelta, preferendo continuare a disporre di un motore di grossa cilindrata, che in questo modo avrebbe sofferto meno sia gli stress termici che meccanici. Tuttavia la scuderia transalpina si mise in mostra con un'escalation di prestazioni che la portarono a sfiorare il titolo mondiale, nonché ad aggiudicarsi diverse gare.
A quel punto era chiaro che le nuove innovazioni erano ormai pronte per soppiantare i vecchi motori, non più in grado di reggere il passo coi tempi, e così in breve tempo la maggior parte delle scuderie si convertì ai nuovi ritrovati della tecnica. Furono soprattutto i team più blasonati a seguire la nuova via, anche perché quelli meno dotati economicamente non avevano i fondi per poter comprare i nuovi motori. Tra le squadre di vertice, la McLaren (assieme alla Williams) fu quella che più tardi si movimentò per poter utilizzare motori turbo.
Ciò dipese sia dal fatto che nel 1983 Keke Rosberg (Williams) riuscì, per la prima metà di stagione, a tener testa agli avversari "turbo", sia perché le due scuderie erano le più competitive tra quelle con motori aspirati. Tra l'altro, nelle prime gare la McLaren andò facilmente a podio, e a Long Beach addirittura ottenne una doppietta con John Watson e Niki Lauda: nonostante partissero dal fondo dello schieramento, riuscirono a conquistare rispettivamente il primo e il secondo posto in quello che è ricordato per il essere stato il Gran Premio di Formula 1 con più sorpassi nella storia.
Ma a metà stagione era ormai chiaro che i motori aspirati non avrebbero retto a lungo la competitività dei motori turbo. Infatti i piloti che lottavano per il titolo guidavano tutti Brabham, Ferrari e Renault, equipaggiati con motori turbo.  La decisione della Cosworth di continuare a sviluppare un propulsore aspirato indusse Ron Dennis, direttore della McLaren, ad interessarsi della ricerca di un produttore che realizzasse propulsori sovralimentati. Tuttavia, non vi erano case disposte a fornire motori al team inglese, poiché già tutti impegnati con altre scuderie; inoltre, Dennis aveva già utilizzato diversi fondi per poter pagare la Hercules, azienda statunitense aerospaziale che si occupava della costruzione dei telai McLaren.
Nonostante questi problemi, Dennis riuscì comunque a venir fuori da una brutta situazione. Da circa un anno era entrato in società con Mansur Ojjeh, titolare della TAG. Questi si offrì allora di finanziare il progetto di un motore, costruito partendo totalmente da zero. Per far ciò si rivolse alla Porsche, la quale non era intenzionata a tornare in Formula, dopo le deludenti stagioni degli anni sessanta, ma dato che sarebbe stata pagata per questa commessa, accettò la proposta.

## Progetto TAG

### Concezione
In breve tempo, la casa di Stoccarda mise in piedi un team di specialisti, a cui era affidato il progetto Formula 1. La direzione tecnica, venne affidata all'ingegnere tedesco Hans Mezger.
Mezger impostò il progetto secondo le linee guida della maggior parte delle case, prevedendo un'architettura a V al pari di Alfa Romeo, Ferrari, Honda e Renault. In questa maniera scartava l'idea dell'altra casa tedesca, la BMW, che utilizzava un quattro cilindri in linea. Anche sotto il profilo del frazionamento pensò ad un'idea canonica, ossia i sei cilindri, differentemente dagli otto dell'Alfa Romeo.
In questa maniera avrebbe potuto beneficiare di un motore che fosse un buon compromesso tra potenza e maneggevolezza: al pari degli altri, essendo della stessa cilindrata, il motore sarebbe risultato abbastanza corto da poter utilizzare un passo della macchina ridotto, e dunque rendere agile la vettura, e sulla carta sarebbe stato potente quanto i concorrenti.
Per la sovralimentazione si adottò la tecnica biturbo, dunque due turbocompressori, uno per bancata, realizzati dalla azienda tedesca KKK, che si distinse per essere molto affidabile, differentemente dalla concorrente statunitense Garrett.
Tutti questi parametri, comunque, vennero sotto certi aspetti imposti. Mezger, infatti, aveva cercato di interpretarli al meglio, ma in realtà l'impostazione di base venne definita da John Barnard, che all'epoca era il progettista della McLaren. Uno dei punti cardine, imposti da Barnard, era l'ampiezza delle bancate. Egli, infatti, voleva che l'angolo tra le due fosse inferiore a 90°, in modo tale da ridurre l'ingombro trasversale e offrire meno superficie all'aria, anche se il baricentro del mezzo sarebbe stato più in alto. A quel punto Mezger optò per una V di 80°.
Cercò inoltre di posizionare tutti i collettori e i macchinari atti a far funzionare il motore il più avanti possibile. Questo permise a Barnard di disegnare un profilo estrattore molto lungo ed ampio, e dunque garantiva alla macchina una grande stabilità al retrotreno, nonché una notevole aderenza al suolo, caratterista molto importante con questo genere di motori, poiché capaci di potenze e coppie ragguardevoli.
Fu inoltre dedicata molta importanza al peso del motore, reso abbastanza contenuto dall'utilizzo di leghe leggere, ossia d'alluminio, e soprattutto ultraleggere, cioè di magnesio, materiale nel quale Porsche aveva una buona esperienza avendolo utilizzato da molti anni per le fusioni dei monoblocchi dei suoi motori stradali e da competizione. Il peso del propulsore, con tanto di turbine e compressori, era di 150 kg.
Inizialmente i primi motori disponevano di un sistema di iniezione meccanica; successivamente fu introdotto lo stesso sistema di iniezione elettronica utilizzato sulla Porsche 956: il sistema Motronic MS3, fornito dalla Bosch, per i prototipi e le prime versioni ufficiali, il Motronic MP1.4, sempre Bosch, nelle serie successive.
Prima di montarlo sulle McLaren, il motore venne utilizzato in test privati, su una versione speciale di Porsche 956.
Tuttavia, la progettazione risultò essere abbastanza travagliata, in quanto le pretese di Barnard non erano molto gradite ai motoristi, che denunciavano di non poter organizzare liberamente il loro lavoro. S'innescò un circolo vizioso, dove i telaisti pretendevano che il motore venisse concepito in funzione della scocca, mentre i motoristi pretendevano il contrario. Ma non andava dimenticato che la McLaren era una committente, dunque pagava per vedere realizzato il progetto, così la Porsche decise di sottostare alle richieste del suo cliente.

### Evoluzioni
| Anno                                |           | 1983      | 1984      | 1985      | 1986      | 1987       |
| ----------------------------------- | --------- | --------- | --------- | --------- | --------- | ---------- |
| Configurazione da Gara              |           |           |           |           |           |            |
| Potenza Massima                     | [kW/CV]   | 574 / 780 | 596 / 810 | 625 / 850 | 662 / 900 | 698 / 950  |
| Regime di Potenza Massima           | [1/min]   | 11400     | 11600     | 11800     | 12000     | 12300      |
| Pressione di Sovralimentazione      | [bar]     | 3,20      | 3,20      | 3,30      | 3,40      | 3,60       |
| Configurazione da Qualifica         |           |           |           |           |           |            |
| Potenza Massima                     | [kW / CV] | 588 / 800 | 632 / 860 | 684 / 930 | 721 / 980 | 772 / 1050 |
| Regime di Potenza Massima           | [1/min]   | 11400     | 11800     | 12000     | 12100     | 12300      |
| Pressione di Sovralimentazione      | [bar]     | 3,30      | 3,50      | 3,70      | 3,80      | 3,90       |
|                                     |           |           |           |           |           |            |
| Rapporto di Compressione            | [-]       | 7,0:1     | 7,6:1     | 7,8:1     | 8,5:1     | 8,9:1      |
| Capacità del Serbatoio (Limite FIA) | [litri]   | -         | 220       | 220       | 195       | 195        |

I primi test, effettuati nel 1983 da Niki Lauda, fecero trasparire una  potenza di 550 CV a 10.500 giri/min, una differenza non così esagerata rispetto al vecchio Cosworth, mentre la coppia era decisamente superiore, anche se il propulsore soffriva di ritardo del turbo, ossia un ritardo di risposta tra il momento in cui il pilota accelerava e il momento in cui il motore incrementava la potenza erogata.
Tutti problemi, comunque, vennero risolti in tempo record, infatti nel 1984 la McLaren dominò decisamente il campionato, vincendo quello piloti con Lauda, seguito a mezzo punto, dal compagno Prost. Ovviamente vinse anche quello costruttori. Tuttavia il motore non era il più prestante del gruppo, per quanto erogasse 715 CV in gara e 800 CV in qualifica (al regime di 11.200 giri/min). Il suo punto di forza stava nella perfetta integrazione col telaio, rendendo semplice sia la guida che la messa a punto della macchina.
Nel 1985 Prost vinse il campionato piloti, e la McLaren quello costruttori, sempre con lo stesso motore ma con un doppio turbocompressore in grado di funzionare anche singolarmente, capace in gara di erogare 850 CV a 11.000 giri/min.
Nel 1986 il V6 Honda della Williams si dimostrò superiore, in termini di potenza massima, al motore V6 TAG che equipaggiava la McLaren, e solo per una serie di situazioni fortuite Prost vinse di nuovo il titolo. Nel mondiale costruttori, la Williams si classificò prima con una certa facilità. Quell'anno, il motore TAG erogava 960 CV in gara; in qualifica a detta del progettista Hans Mezger disponeva di 1.060 CV, mentre secondo gli addetti ai lavori toccava 1.100 CV, al regime di 11.500 giri/min.  Nel 1987, nonostante un buon inizio di stagione, la McLaren dovette arrendersi alla supremazia della Williams. Il motore TAG tuttavia le permise di imporsi in alcune gare, ottenendo il quarto posto con Prost nella classifica piloti, e il secondo in quella costruttori.
Per la stagione 1987, il regolamento tecnico limitò a 4 bar la pressione massima di sovralimentazione, la potenza di conseguenza venne contenuta in 900 CV in condizioni di gara a 13.000 giri/min.
L'anno 1987 è stato l'ultimo anno in Formula 1 del TTE PO1. Con l'arrivo di Senna infatti la squadra inglese ottenne la fornitura dei motori Honda, sempre più performanti. Il V6 TAG Porsche venne poi trasformato, con le dovute modifiche, in un motore per elicotteri.